# Dillingen (Saarland)
Dillingen és una ciutat i municipi del districte de Saarlouis a l'estat federat alemany de Saarland. Està situada tocant el riu Saar, aproximadament a 5 km al nord-oest de Saarlouis i a 25 km al nord-oest de Saarbrücken.
Dilligen és un antic municipi independent de Mosel·la cedit a Prússia l'any 1815.

## Nuclis
- Diefflen
- Dillingen
- Pachten

## Persones notables
- Siegfried Alkan (1858-1941), compositor